# Innes Ireland
Robert McGregor Innes Ireland (ur. 12 czerwca 1930 w Mytholmroyd, zm. 22 października 1993 w Reading) – brytyjski kierowca wyścigowy, inżynier i oficer wojskowy

## Kariera
Ireland urodził się 12 czerwca 1930 jako syn weterynarza. Rodzina powróciła do Szkocji w czasie jego młodości, kiedy kształcił się na inżyniera u Rolls-Royce’a w Glasgow i Londynie. Szkot służył też w wojsku jako porucznik. Stacjonował w rejonie Kanału Sueskiego w latach 1953-1954 w pułku spadochroniarzy.
Pierwszym poważnym sezonem dla Irelanda w motosporcie był 1957. Do tego momentu prowadził małą firmę inżynieryjną. Sukcesy spowodowały, że Szkot zadebiutował w 1959 w Lotusie. W 1960 wygrał trzy wyścigi nie zaliczane do klasyfikacji mistrzostw świata i zajął czwarte miejsce w klasyfikacji generalnej sezonu. W 1961 doznał ciężkiej kontuzji po wypadku w Monako, jednak wyzdrowiał i jeszcze w tym samym roku wygrał Grand Prix Austrii i USA.
Ireland zdenerwował szefa Lotusa Colina Chapmana i sponsorów zespołu ustępując swój samochód Stirlingowi Mossowi podczas Grand Prix Włoch. Ireland jako kierowca fabryczny jeździł nowszym modelem pojazdu niż Moss w prywatnym zespole. To doprowadziło do wyrzucenia Szkota z zespołu z końcem sezonu. Pomimo okazyjnych sukcesów Ireland nigdy więcej nie kierował samochodem odpowiadającym jego talentowi. Ostatnim ważnym wyścigiem w karierze była Daytona 500 w 1967.
Ireland był utalentowanym pisarzem. Wydał znaną autobiografię pt. „All Arms and Elbows” i pracował jako dziennikarz w „American Road & Track”. Pracował też na trawlerze na północnym Atlantyku. Pod koniec życia został wybrany na prestiżową posadę prezesa British Racing Drivers’ Club. Funkcję tę piastował aż do śmierci. Zmarł 22 października 1993 na raka.